# Genom mitt fönster: Öga mot öga
Genom mitt fönster: Öga mot öga (orginialtitel: A través de tu mirada) är en spansk romantisk dramakomedifilm från 2024. Det är uppföljaren till Genom mitt fönster: Över havet, och den tredje och sista filmen i Genom mitt fönster-trilogin. Filmen är regisserad av Marçal Forés efter ett manus skrivet av Eduard Sola och Ariana Godoy. Filmen hade premiär på strömningstjänsten Netflix den 23 februari 2024.

## Handling
Filmen kretsar kring Raquel och Ares som har svårt att glömma varandra. Kommer de kunna återförenas trots familjens motstånd.

## Rollista (i urval)
- Clara Gallo – Raquel Mendoza
- Julio Peña Fernández – Ares Hidalgo
- Eric Masip – Artemis Hidalgo
- Hugo Arbués – Apolo Hidalgo
- Natalia Azahara – Daniela Fernández